# Гувен (Гемерт-Бакел)
Гувен (нід. Hoeven) — селище в нідерландській провінції Північний Брабант. Входить до муніципалітету Гемерт-Бакел. Наразі у селищі нараховується близько 30 будинків.